# Miami Beach (Barbados)
Miami Beach, Barbados, u blizini grada Oistins, popularna je pješčana plaža na Barbadosu. Nalazi se na južnoj obali otoka, s obično mirnim morem i pogledom na zalazak sunca. Na njegovoj sjevernoj strani je Enterprise Beach, mnogo zaštićenija uvala popularna među obiteljima. Miami Beach je popularan i među lokalnim stanovništvom i među turistima. Svako jutro lokalni seniori kupaju se u moru i vježbaju na plaži.
Velika žuta spasilačka stanica nalazi se na spoju između Miami Beacha i Enterprise Beacha.
Također je popularno pristanište za krstarenja katamaranom. Miami Beach ima trgovački kompleks na plaži i snack bar koji poslužuje širok izbor lokalne hrane i punča s rumom. U blizini su i vrtovi. Miami Beach je proglašen jednom od 10 najboljih plaža na Barbadosu.
Godine 2004. plažu je počela erodirati more kao prirodna pojava, te je plaža uža nego što je bila prije 20 godina. Mjere lokalnih vlasti (Jedinice za upravljanje obalnim područjem Barbadosa (CZMU) i Nacionalne komisije za zaštitu prirode (NCC) uspješno su zaustavile eroziju i pokrenule program koji trenutačno omogućuje prirodno ozdravljenje plaže.
Miami Beach smatraju "lokalnim mjestom za okupljanje" onih koji žive u njegovoj blizini.